# Зігфрід цу Ойленбург-Вікен
Граф Бото Карл Зігфрід цу Ойленбург-Вікен (нім. Botho Karl Siegfried Graf zu Eulenburg-Wicken; 10 жовтня 1870, Кранген — 18 жовтня 1961, Ліндау) — німецький офіцер і землевласник, оберст запасу вермахту. Кавалер ордена Pour le Mérite з дубовим листям.

## Біографія
Представник знатного прусського роду. Син генерала кінноти графа Карла Бото цу Ойленбурга (1843–1919) і його першої дружини Луїзи Йоганни Валески, уродженої фон Бонін (1845–1871).
Випускник берлінської гімназії імені Фрідріха Вільгельма. 23 квітня 1889 року вступив авангардистом у 1-й гвардійський піхотний полк Прусської армії в Потсдамі. З 1 жовтня 1897 по липень 1900 року навчався у Військовій академії. 1 квітня 1901 року призначений у Великий Генштаб на 2 роки. Потім він повернувся до свого рідного полку і 27 вересня 1905 року був призначений командиром 10-ї роти. З 1 жовтня 1913 року служив в штабі полку.

### Перша світова війна
Під час мобілізації 1914 року Ойленбургу було доручено командування 1-м батальйоном. На чолі його він рушив у нейтральну Бельгію разом із 1-ї гвардійською дивізією. Ойленбург був вперше тяжко поранений в битві при Намюрі 24 серпня 1914 року. Лише у березні 1915 року він знову зміг служити на фронті і повернувся до свого батальйону. Під час зимової битви в Шампані Ойленбург був знову поранений, але залишився зі своїм батальйоном. У квітні 1915 року його було переведено на Східний фронт, де його підрозділ проявив себе у проривній битві під Горлицями та Тарнувом, а потім був розгорнутий на річці Сян. Потім були бої під Любачувом і битва при Гродек-Лемберзі. 11 липня Ойленбург було тяжко поранено осколком у живіт неподалік Бачиски. Після перебування у шпиталі він знову був придатний до служби лише у жовтні 1915 року. Тепер він командував своїм батальйоном на Західному фронті у позиційній війні біля Руа-Нойона. 30 жовтня 1916 року на Соммі Ойленбург прийняв командування 3-м гвардійським гренадерським полком королеви Єлизавети, тимчасово замінивши хворого командира. Після того, як попередній командир полку Фрідріх фон Бісмарк загинув у бою 6 листопада 1915 року, Ойленбург того ж дня нарешті змінив його у своєму рідному полку. У битві на Соммі він зумів проявити себе, а потім взяв участь у відступі до лінії Зігфріда. На початку битви на Ені його полк спочатку перебував у резерві і приєднався до бою лише після французької атаки на Шмен-де-Дам. Ойленбургу було доручено повернути втрачений лівий сектор. Після звільнення наступного дня він отримав четверте поранення від уламка. Однак він залишився зі своїми військами, зумів відстояти відведений йому район від нападів і в кінці квітня 1917 року був остаточно відкликаний з фронту.
Разом зі своїм полком він прибув до Аргона, де залишався до початку липня 1917 року, після чого був переведений на схід і розгорнутий у секторі Злочув у Східній Галичині. Під час прориву оборони противника на річці Серет 19 липня 1917 року його полк зумів захопити в перший день 650 полонених, а також одну гармату, два кулемети і чотири міномети. У цей час полк перебував на північному крилі Східного фронту і брав участь у взятті Риги. На початку жовтня 1917 року зі своїм полком повернувся на Західний фронт в район Реймса, де залишався до кінця січня 1918 року. Тут він бився у Великій битві за Францію з 21 березня по 6 квітня 1918 року. 31 березня було взято в полон 11 офіцерів і 220 солдатів противника, а також захоплено одну гармату, три станкові і три ручні кулемети і один танк. Однак у ході боїв його полк зазнав великих втрат. Загинули 9 офіцерів, 173 унтерофіцери та рядові, 15 офіцерів, 779 унтер-офіцери та рядові отримали поранення, 41 людина зникла безвісти. Сам Ойленбург був поранений вп'яте 10 квітня. Після кількох тижнів відпочинку та тренувань на Соммі та в Бельгії поповнений полк вступив у бої під Суассоном та Реймсом наприкінці травня 1918 року. У середині липня він був на Марні, форсував річку біля Дормана і зміг просунутися на кілька кілометрів. Однак через сильні контратаки противника Верховному командуванню армії довелося відвести полк на північний берег річки.
Після короткого періоду відпочинку його полк був задіяний в оборонній битві між Уазою та Еною наприкінці серпня 1918 року, де Ойленбург також командував 1-ю гвардійською піхотною бригадою з 26 по 30 серпня 1918 року. Потім він перевів свій полк в Аргон і бився там до Комп'єнського перемир'я.

### Лідер Фрайкору
Після закінчення війни 12 листопада 1918 року Ойленбург повів залишки свого полку назад до Потсдама, до рідного гарнізону, куди полк прибув 11 грудня 1918 року. Однак Ойленбург залишив своє командування, коли його попросили розділити його із солдатськими радами гарнізону. Потім його направили до військового міністерства та доручили створити фрайкор. У лютому 1919 року він створив названий на його честь фрайкор чисельністю 1800 осіб, частини якого було відправлено до Курляндії, потім у Верхню Сілезію і, нарешті, було розгорнуто у Франкфурті-на-Одері. У липні 1919 року його було передано тимчасовому рейхсверу як 52-й піхотний полк. Ойленбург командував полком ще 2 місяці, потім отримав відпустку та звільнився з військової служби 31 березня 1920 року.

### Післявоєнні роки
ПІсля звільнення Ойленбург керував родовим маєтком Вікен. Він брав участь у створенні прикордонної охорони та був регіональним керівником східнопрусського відділу «Сталевого шолому» з 1920 по 1933 рік.
Ближче до кінця Другої світової війни, в середині січня 1945 року, йому довелося втекти зі свого маєтку, рятуючись від наступаючої Червоної армії. 2000-кілометрова втеча завершилася в Ліндау. Там він жив зі своєю дружиною, а також із родиною своєї невістки Адельгайд та її батьків Ернста та Маріанни фон Вайцзеккер.

## Сім'я
Одружився з Жанною фон дер Бург (1872–1960), дочкою генерала піхоти Ернста фон дер Бурга. В пари народились 2 сини: Зігфрід (1898–1965) і Бото-Ернст (1903–1944). Останній одружився з баронесою Адельгайд фон Вайцзеккер, дочкою дипломата барона Ернста фон Вайцзеккера.

## Звання
- Авангардист (23 квітня 1889)
- Другий лейтенант (14 жовтня 1890)
- Оберлейтенант (9 лютого 1899)
- Гауптман (6 червня 1905)
- Майор (1 жовтня 1913)
- Оберстлейтенант запасу (31 березня 1920)
- Оберст запасу (27 серпня 1939) — підвищений з нагоди 25-ї річниці битви під Танненбергом.

## Нагороди
- Столітня медаль
- Орден Червоного орла 4-го класу з короною
- Орден Корони (Пруссія) 4-го класу
- Князівський орден дому Гогенцоллернів, почесний хрест 3-го класу з короною
- Орден Грифона, лицарський хрест з короною
- Орден дому Саксен-Ернестіне, лицарський хрест 1-го класу
- Орден Фрідріха (Вюртемберг), лицарський хрест 1-го класу
- Орден «За військові заслуги» (Болгарія) 5-го ступеня з короною
- Хрест «За вислугу років» (Пруссія) (25 років)
- Залізний хрест 2-го і 1-го класу
- Королівський орден дому Гогенцоллернів, лицарський хрест з мечами
- Pour le Mérite з дубовим листям
  - орден (27 серпня 1917)
  - дубове листя (4 вересня 1918)
- Нагрудний знак «За поранення» в золоті
- Почесний хрест ветерана війни з мечами
- Орден Святого Йоанна (Бранденбург), почесний командор[7]
- Прусський щит (1957)
- Орден «За заслуги перед Федеративною Республікою Німеччина», командорський хрест